# آلتو گارساس
التو گارساس (به پرتغالی: Alto Garças) یک سکونتگاه مسکونی در برزیل است که در ماتو گروسو واقع شده‌است.